# Keigo Tsunemoto
Keigo Tsunemoto (常本 佳吾 Tsunemoto Keigo?), född 21 oktober 1998 i Kanagawa prefektur, är en japansk fotbollsspelare.
Tsunemoto började sin karriär 2020 i Kashima Antlers.